# Myrinet
Myrinet, ANSI/VITA 26-1998, ist ein proprietäres Hochgeschwindigkeits-Local-Area-Network-System das von der Firma Myricom entwickelt wurde, um die Verbindung zwischen verschiedenen Maschinen eines Computerclusters zu schaffen. Myrinet hat deutlich weniger Protokollsteuerungsaufwand (overhead) als andere Standards wie zum Beispiel Ethernet und ermöglicht somit einen höheren Datendurchsatz, weniger Schnittstellenkarten und kürzere Latenzzeiten. Obwohl es auch als traditionelles Netzwerksystem verwendet werden kann, wird es meist direkt von den Anwendungen benutzt unter Umgehung des Betriebssystems.
Myrinet besteht physikalisch aus zwei Glasfaserkabeln, Sende- und Empfangsleitung, die mit einem einzigen Stecker an den Computer angeschlossen werden. Die einzelnen Computer werden dann mit Hilfe von Routern und Switches miteinander verbunden. Myrinet enthält eine Reihe von Vorkehrungen zur Fehlertoleranz, die größtenteils von den Switches abgehandelt werden. Diese enthalten Flusskontrolle, Fehlerkontrolle und Heartbeat-Überwachung auf jeder einzelnen Verbindung. Die erste Generation der Hardware bot 512 Mbit/s Datenübertragung in beide Richtungen, spätere Versionen unterstützten dann 1,28 Gbit/s und 2 Gbit/s. Die neuste "Fourth-generation Myrinet" unterstützt 10 Gbit/s und ist auf der Hardwareebene (physische Schicht) (Kabel, Stecker, Distanzen, Signale) kompatibel zu 10-Gigabit-Ethernet.
Der Datendurchsatz von Myrinet liegt nahe dem theoretischen Maximum der physischen Schicht. Auf den 2-Gbit/s-Adaptern wird eine tatsächliche Rate von 1,98 Gbit/s erreicht. Die Dual-rail-Karten mit zwei bidirektionalen Links kommen auf eine Datenrate von 3,95 Gbit/s. Die Latenz beträgt für die Karten mit einem 333-MHz-Risc-Prozessor 2,6 µs. Die vierte Generation offeriert eine gemessene Bandbreite von 9,8 Gbit/s. Bei Verwendung von Sockets zeigen Benchmarks wie netperf einen Durchsatz von 9,7 Gbit/s. Für Computercluster ist die niedrige Latenzzeit sogar wichtiger als der hohe Datendurchsatz, da nach dem Amdahl'schen Gesetz die Gesamtleistung eines Hochleistungs-parallel-Systems vom langsamsten sequenziellen Prozess bestimmt ist, der meist die Signallaufzeit über das Netzwerk ist.
Myrinet wurde in den vergangenen Jahren immer mehr durch Gigabit-Ethernet und Infiniband verdrängt. In der TOP500-Liste der Supercomputer im November 2007 hat Myrinet nur noch einen Anteil von 3,6 %.